# Арцах (книга)
«Арцах» (арм. Արցախ) — книга в стиле путевых заметок епископа Макара Бархударьянца об историческом Арцахе, сведения о котором он собрал во время своего путешествия в этот край.

## История
Впервые, книга вышла в свет в 1895 году в городе Баку (Бакинская губерния) на армянском языке. Она представляет собой сборник путевых заметок, которые автор Макар Бархударьянц приводит после своего долгого путешествия по исторической области Арцах. Здесь подробно описываются сёла и города Арцаха, старые и новые светские и церковные строения, природа, а также важнейшие сведения о состоянии населения края в те времена. Причём, книга описывает не только южную часть исторического Арцаха — Нагорный Карабах, но также и его северную часть — Гардман (или Северный Арцах).
Несмотря на то, что стиль книги кажется весьма однообразным, она представляет собой очень ценный и интересный документ. Как говорит сам Бархударьяц:

Один за другим описывая развалины, я надоедаю своему читателю. Мне не надоело путешествовать, и Вы не уставайте от чтения, дорогой читатель (стр. 203).
Оригинальный текст (арм.)Մի առ մի գրելով աւերակները՝ ձանձրացնում եմ իմ յարգելի ընթերցողները։ Ես չձանձրացայ մի առ մի շրջելուց, Դուք էլ մի՛ ձանձրանաք կարդալուց, ձեր հոգուն մատաղ, սիրելի ընթերցողք

Книга имеет исключительное историческое и источниковедческое значение. Автор приводит сведения и устные предания не только о природных ресурсах, флоре и фауне местности, но и о демографии края и занятости населения, тщательно описывает исторические памятники, копирует древние рукописи, хранящиеся в церквях и монастырях, с огромной ответственностью собирает и расшифровывает надписи на надгробных плитах, церковных и монастырских стенах и т. д..

## Переводы

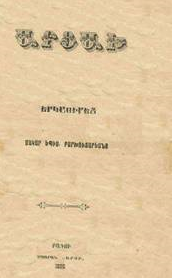
Титульный лист оригинального армянского издания 1895 года.

Перевод книги на русский язык был осуществлён в 2009 году издательством «Наука» в Санкт-Петербурге, тираж составил 1000 экземпляров. Издание подготавливали Белла и Ваге Григоряны, перевод — Нельсона Алексаняна. При переводе максимально сохранены тонкости лексики и терминология автора. Русский перевод книги был посвящён памяти павших солдат и мирных жителей, отдавших жизни за свободу Арцаха. Книга распространялась в авторитетных учреждениях и библиотеках Москвы и Санкт-Петербурга.
В своем послании к читателям работы епископа Макара Бархударянца, глава Российской и Ново-Нахичеванской епархии Армянской апостольской Церкви епископ Езрас (Нерсисян) пишет:
«Делу рук наших споспешествуй, Господи»... Этими молитвенными словами из Священного Писания благословляю издание уникального труда, посвященного армянской твердыне — непокоренному Арцаху и его многовековому духовному наследию. Сегодня для нас Арцах — символ мужества духа, однако не будем забывать о том, что край служил и чистейшим источником созидательного духа, поддерживавшего огонь в горниле преемственности. В этом краю святой Маштоц основал свою первую школу и сам преподавал в ней; на этой благословенной земле строились храмы, ныне входящие в сокровищницу человечества... Об этом и многом другом рассказывает издание, которое вы, дорогой читатель, держите в руках.
Культура выявляет внутренний мир народа и высоту его нравственной красоты. Культура наделяет материальный мир чертами идеального, одухотворяя его. Миру ещё предстоит открыть для себя культуру Арцаха, и данное издание призвано послужить этому благородному делу.

Господь Вседержитель да насытит участников этого издания неиссякаемой жаждой духовного полёта. И благоволение Господа Бога да осенит их. «В деле рук наших споспешествуй нам, в деле рук наших споспешествуй», Господи